# Azle, Texas
Azle là một thành phố thuộc quận Tarrant, tiểu bang Texas, Hoa Kỳ. Năm 2010, dân số của xã này là 10947 người.

## Dân số
- Dân số năm 2000: 9600 người.
- Dân số năm 2010: 10947 người.